# Сільська адміністрація Шамші Калдаякова
Сільська адміністрація Шамші́ Калдая́кова (каз. Шамшы Қалдаяқов ауылдық әкімдігі, рос. Сельская администрация Шамши Калдаякова) — адміністративна одиниця у складі Каргалинського району Актюбінської області Казахстану. Адміністративний центр та єдиний населений пункт — село Шамші Калдаякова.
Населення — 1407 осіб (2021; 1934 у 2009, 1874 у 1999, 1601 у 1989).
Станом на 1989 рік існувала Александровська сільська рада (села Александровка, Каргалінське водохранилище) колишнього Актюбінського району. При перетворення сільських рад у сільські округи територія Александровської сільської ради була включена до складу Желтауського сільського округу. 1997 року він був переданий до складу Каргалинського району. 2023 року від Желтауського сільського округу було відокремлено сільську адміністрацію Шамші Калдаякова.

## Склад
До складу округу входять такі населені пункти:
| Населений пункт                  | Колишні назви | Населення, осіб (1989) | Населення, осіб (1999) | Населення, осіб (2009) | Населення, осіб (2021) |
| -------------------------------- | ------------- | ---------------------- | ---------------------- | ---------------------- | ---------------------- |
| Каргалінське водохранилище, село | -             | 151                    | -                      | -                      | 3                      |
| Шамші Калдаякова, село           | Александровка | 1450                   | 1874                   | 1934                   | 1404                   |